# Памятник Пушкину (Воронеж)
Памятник Пушкину в Воронеже — памятник поэту, установленный в сквере рядом с Театром оперы и балета, около одноименной улицы Пушкинской.

## История
Авторы памятника — скульпторы И. П. Дикунов, Э. Н. Пак и архитектор Л. Яновский. Памятник был открыт 6 июня 1999 г. в день 200-й годовщины его дня рождения.
Постамент памятника выполнен в виде беседки. Белые колонны беседки удерживают собой белый полукупол. Вокруг беседки находится белая ограда, фонари которой выполнены в стиле Пушкинской эпохи. Сам бюст Пушкина с накинутым плащом находится на невысокой колонне. На памятнике запечатлены слова Пушкина:
И долго буду тем любезен я народу, что чувства добрые я лирой пробуждал.